# Repo Men
Repo Men is een Amerikaanse film van regisseur Miguel Sapochnik, de film ging in maart 2010 in première. De hoofdrollen worden vertolkt door Jude Law, Forest Whitaker, Alice Braga en Liev Schreiber.

## Verhaal
Repo Men speelt zich af in de nabije toekomst, een tijd waarin artificiële organen op krediet gekocht kunnen worden. Deze organen zijn eigendom van The Union, een bedrijf waar niet mee te sollen valt. Wanneer iemand zijn organen niet kan betalen, stuurt The Union enkele gevaarlijke mannen op pad. Zij halen de organen terug, desnoods met veel geweld. 
Remy is een gewezen soldaat. Ondertussen is hij een Repo Man, die in dienst van The Union niet betaalde organen terughaalt. Wanneer zijn hart het begeeft, bezorgt het bedrijf hem een kunsthart. Hierdoor kan Remy in leven blijven, maar heeft hij ook hoge schulden die hij niet kan inlossen. Remy distantieert zich vervolgens van The Union. Maar het bedrijf wil geld zien en stuurt Remy's ex-partner Jake op pad om het kunsthart terug te halen.

## Rolverdeling
- Jude Law - Remy
- Forest Whitaker - Jake Freivald
- Liev Schreiber - Frank
- Alice Braga - Beth
- Carice van Houten - Carol
- Chandler Canterbury - Peter
- Joe Pingue - Ray
- Liza Lapira - Alva
- Tiffany Espensen - Kleine Alva
- Yvette Nicole Brown - Rhodesia
- RZA - T-Bone
- John Leguizamo - Asbury (onvermeld)
- Tanya Clarke - Prostituee

## Trivia
- Leonardo DiCaprio zou oorspronkelijk een rol vertolken in de film, maar stapte uiteindelijk uit het project.
- Acteur Forest Whitaker maakte tijdens enkele vechtscènes gebruik van Filipijnse martial arts.
- De film is gebaseerd op de roman The Repossession Mambo van Eric Garcia.